# Jorge Cardona Llorens

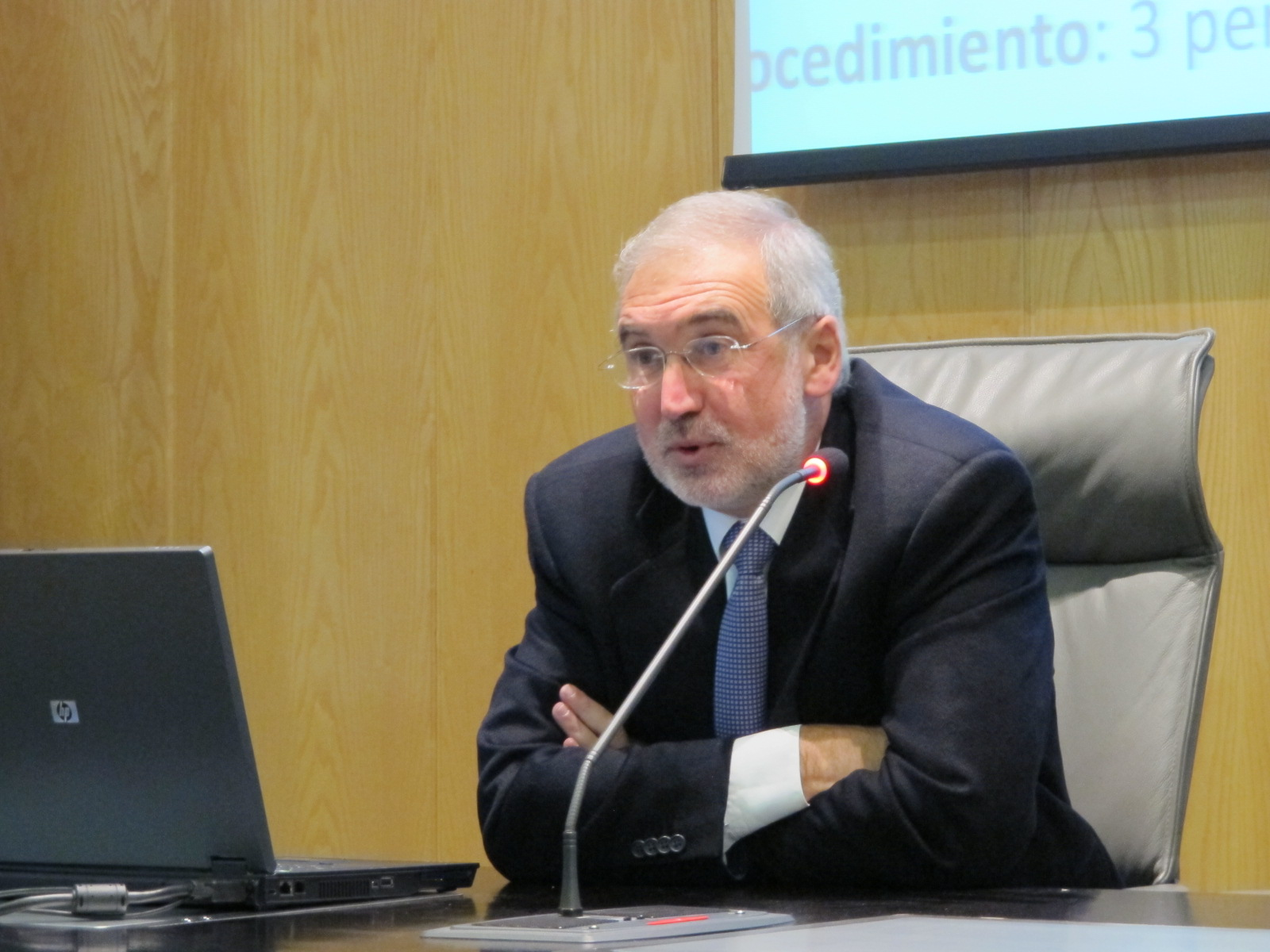
Jorge Cardona Llorens es el miembro español del Comité de los Derechos del Niño

Jorge Cardona Llorens (Valencia, España, 30 de abril de 1957) es un abogado español, catedrático de Derecho Internacional Público de la Universidad de Valencia, autor de más de un centenar de trabajos científicos sobre Derecho Internacional Público y miembro del Comité de los Derechos del Niño, órgano de 18 miembros de diferentes países que supervisa la aplicación de la Convención sobre los Derechos del Niño en los países que la han ratificado. Cardona fue elegido en 2010, reelegido en 2014  y ha sido el primer español en este órgano.
Ha aportado al trabajo del Comité, en charlas y ha escrito en ensayos sobre la infancia con discapacidad, destacando el derecho a la participación y la perspectiva de la aplicación de garantías como sujetos de derecho en lugar de objetos de derecho, es decir, no sólo considerarlos como sujetos pasivos de protección, sino considerar su derecho a decidir.